# Kościół Nawiedzenia Najświętszej Maryi Panny w Błędostowie
Kościół Nawiedzenia Najświętszej Maryi Panny w Błędostowie – rzymskokatolicki kościół parafialny zlokalizowany w miejscowości Błędostowo (powiat pułtuski w województwie mazowieckim). Funkcjonuje przy nim parafia Nawiedzenia Najświętszej Maryi Panny z tytularną siedzibą w Smogorzewie Pańskim (diecezja płocka), która powstała przed 1436.

## Historia

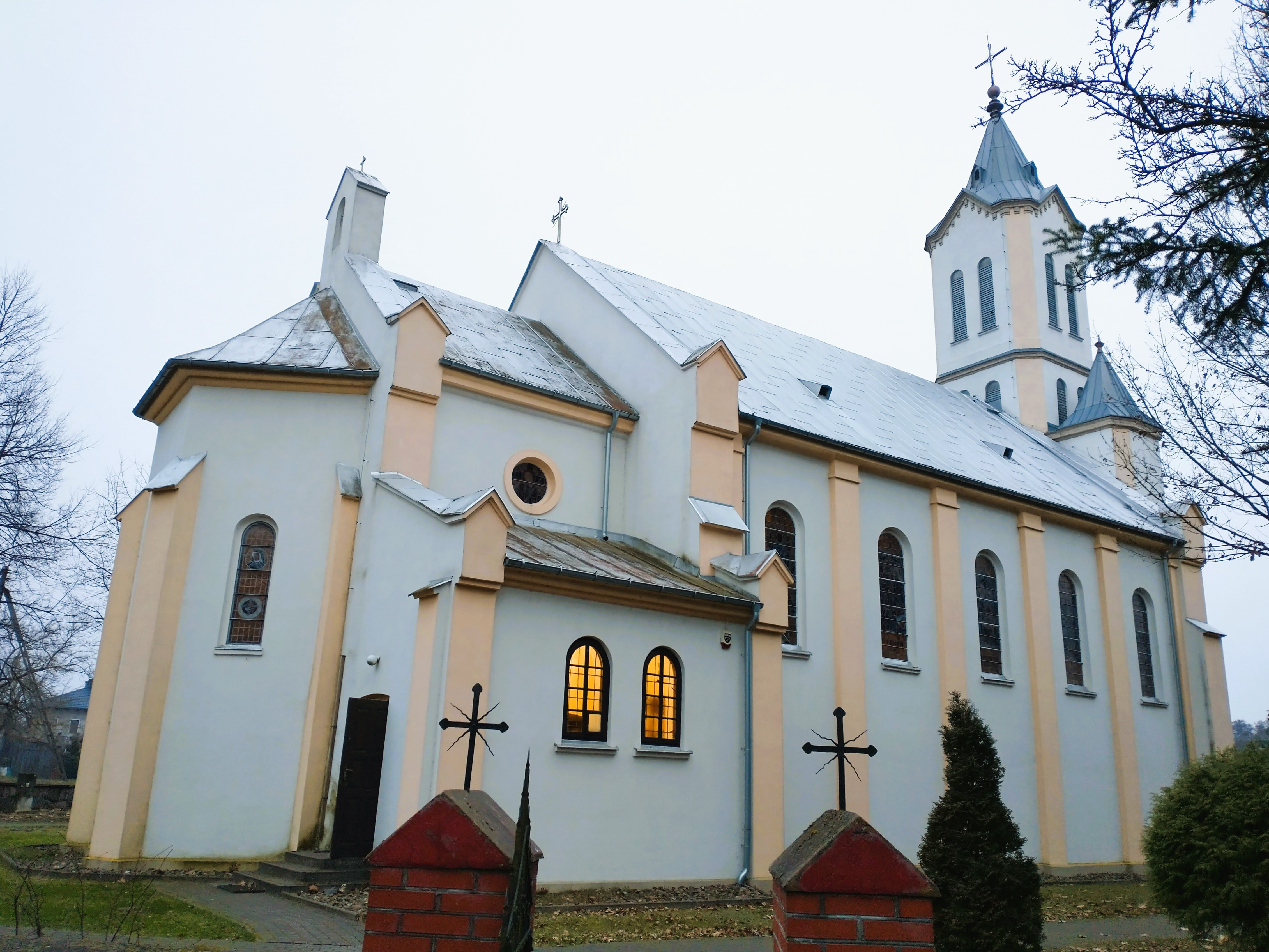
Widok od prezbiterium

### Pierwszy kościół
Pierwsza wzmianka o proboszczu Mikołaju w lokalnej parafii pochodzi z 1448. Dokument erekcyjny kościoła uległ zagubieniu. Pierwszy kościół stał we wsi do początków XVII wieku. 

### Drugi kościół

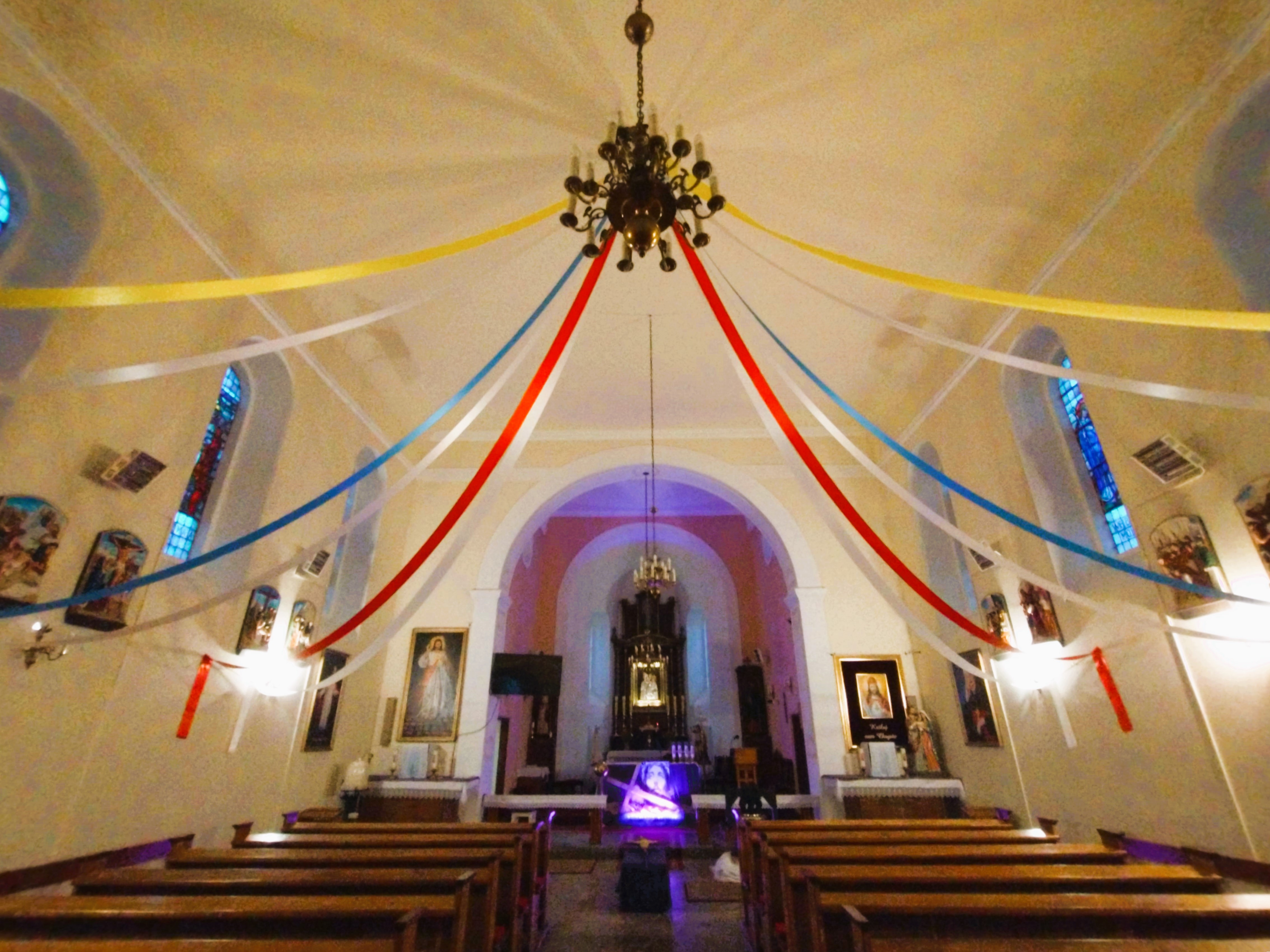
Wnętrze

W 1608 drugą świątynię (pod wezwaniem Wniebowzięcia Najświętszej Maryi Panny), z trzema ołtarzami, przeniesiono z Jabłecznik (obecnie w gminie Świercze). Istniała ona do połowy XVIII wieku.

### Trzeci kościół
Trzeci kościół ufundował Teodor Mokrski, łowczy zakroczymski. Zbudowano go w 1776. Miał wymiary 21 na 12 metrów. Wisiał tam obraz Matki Bożej ze poprzedniej świątyni. Remont tego obiektu przeprowadzono w 1835.

### Czwarty kościół
Obecny, czwarty kościół, tym razem murowany, postawiono w 1879 (lub 1880) z inicjatywy księdza Antoniego Dąbrowskiego. Był on konsekrowany przez sufragana płockiego Henryka Piotra Kossowskiego 22 września 1885. Świątynia została zniszczona 25 października 1944 w trakcie ofensywy sowiecko-polskiej (II wojna światowa). Po wojnie została odbudowana za sprawą księdza Feliksa Malinowskiego i poświęcona 16 maja 1958 przez biskupa płockiego Tadeusza Pawła Zakrzewskiego. Obiekt remontowano w początkach XXI wieku.

## Wyposażenie
Ołtarz dębowy pochodzi z 1958 i jest autorstwa Spinki z Zalesia (część rzeźb pochodzi z ołtarza poprzedniego). Dziesięć witraży wykonał Ferdynand Müller (zostały importowane z Niemiec), a dwa J. Olszewski z Warszawy. Uznawany za cudowny obraz Matki Bożej uległ zagubieniu w trakcie II wojny światowej. Zastąpiono go wizerunkiem Nawiedzenia Maryi namalowanym przez szarytkę, Apolonię Lisewską z Chorzowa. Stacje Drogi Krzyżowej (gips) sprowadzono w 1953. Organy są elektroniczne.